# Cadia purpurea
Cadia purpurea là một loài thực vật có hoa trong họ Đậu. Loài này được (G.Piccioli) Aiton miêu tả khoa học đầu tiên.